# Sabretooth
(Sabretooth rivolto al fratellastro Wolverine in X-Men le origini - Wolverine)
Sabretooth, il cui vero nome è Victor Creed, è un personaggio immaginario creato da Chris Claremont e John Byrne nel 1977, pubblicato dalla Marvel Comics. La sua prima apparizione risale a Iron Fist (Vol. 1) n. 14.
Inizialmente concepito come antagonista di Pugno d'Acciaio, fu lo stesso Claremont a reimpiegarlo come nemico degli X-Men, attribuendogli un oscuro e misterioso legame con il suo fratellastro e acerrimo rivale Wolverine, dotandolo di poteri simili e della stessa ferocia animalesca.
Il rapporto conflittuale con "l’artigliato canadese" contribuì a renderlo uno dei più noti supercriminali dell’universo Marvel.
Nonostante l'antagonismo, in X-Men (Vol. 2) n. 188 (settembre 2006), si unisce al supergruppo mutante.

## Biografia del personaggio
Sabretooth nasce, approssimativamente, all'inizio del XX secolo.
Fin dall'infanzia manifesta un aspetto animalesco e un'indole brutale e imprevedibile. Ancora bambino, uccide il fratello per un pezzo di torta, venendo poi rinchiuso in cantina dal padre e costretto a vivere come un animale in cattività. In seguito riesce a uccidere il genitore e a fuggire dalla sua prigionia.

### Wolverine Origins 2
In Wolverine le Origini 2, Sabretooth scopre di avere un fratello, Saul, identico a lui, e una sorella di nome Clara, sfigurata da Saul con dell'acido nel tentativo di testare i limiti del loro fattore rigenerante.
Saul viene ucciso da Logan (Wolverine), dopo che quest'ultimo scopre di essere stato venduto a Nathaniel Essex per esperimenti legati al suo fattore di guarigione. Victor (Sabretooth) ricompare alla fine della miniserie, quattro mesi dopo gli eventi narrati, quando, nel giorno del compleanno di Saul, si scopre che, oltre al padre, ha ucciso anche la madre per via di Clara, e che conserva l’abitudine di rintracciare e picchiare il fratello ogni anno in quella data.

### Seconda guerra mondiale
Durante la Seconda guerra mondiale, insieme a Wolverine, Sabretooth entra a far parte di una divisione dell'esercito americano nota come "Brigata del Diavolo". Anni dopo lavora per i servizi segreti, ritrovandosi nuovamente fianco a fianco con Wolverine.
In seguito, vengono entrambi rapiti dal progetto Arma X, che li utilizza come cavie, fondendo le ossa di Wolverine con l'adamantio, il metallo più resistente della Terra, e successivamente cancellando loro la memoria. Dopo questa cancellazione, Sabretooth inizia a usare il nome Victor Creed.

### Vita seguente
Negli anni successivi, Sabretooth e Wolverine, ormai divenuti nemici, si scontrano più volte. Sembra che Creed abbia ucciso diverse persone care al fratello, in particolare la ragazza chiamata "Volpe d'Argento", una giovane nativa americana con cui Logan aveva una relazione. Dopo gli eventi legati ad Arma X, Creed lavora spesso come sicario. Inoltre, prende l’abitudine di raggiungere Logan nel giorno del suo compleanno per costringerlo a combattere, probabilmente a causa della morte di Saul.

### X-Men
Tuttavia, il desiderio di combattere e uccidere sembra essere percepito da Sabretooth come una malattia, e non come parte integrante della sua natura. Per questo, a un certo punto si rivolge al Professor Xavier chiedendogli di sopprimere la sua dipendenza dall’istinto omicida, come in passato aveva fatto Birdy, un’altra telepate, poi deceduta, tramite interventi mentali regolari. Xavier, dopo numerosi tentativi, dichiara di non poterlo guarire e decide quindi di consegnarlo alle autorità. Creed fugge lasciandosi dietro una scia di distruzione (riesce quasi a uccidere Psylocke), ma continua a mostrare più volte il desiderio di essere fermato una volta per tutte. Durante uno scontro con Bestia, afferma infatti di volere solo "un po’ di pace e tranquillità". Alla fine viene ucciso da Ciclope.

### Morte
Dopo l'assassinio, Sabretooth torna in vita grazie al suo fattore rigenerante, fino a quando viene nuovamente ucciso in Canada da Wolverine con la spada "Muramasa", una speciale katana capace di annullare il fattore rigenerante.
Riappare nella saga "Vendetta", quando lo spirito di Logan si trova all'inferno. Sabretooth lo attacca con la stessa spada con cui Wolverine aveva sconfitto il Diavolo, ma Logan riesce a sottrargliela e lo decapita una seconda volta.

### Resurrezione
In circostanze misteriose, Creed è tornato in vita. Viene successivamente avvistato in Giappone, dove lavora per la Mano e per il suo leader Azuma Gōda, insieme al quale riporta in vita Mystica. Fa la sua prima apparizione in un locale, mentre mangia carne bovina cruda, per poi uccidere alcuni soldati della Yakuza. Ricompare quando viene attaccato da Logan mentre vola con un jet pack. Sorprendentemente ancora vivo, ingaggia uno scontro con Wolverine, durante il quale quest’ultimo gli rivela che non potrà mai batterlo, perché lui ha qualcosa per cui vale la pena combattere. In seguito, Wolverine è sulle tracce di Azuma Gōda con l’intento di ucciderlo, ma quest’ultimo non è preoccupato, avendo Mystica e Sabretooth a proteggerlo. Tuttavia, Creed tradisce Azuma Gōda e permette a Wolverine di ucciderlo, affermando che doveva tornare dalla morte per diventare più di ciò che era in vita. Poi si presenta alla più grande organizzazione criminale dell’Asia, uccidendone tutti i rappresentanti e proclamandosi invisibile re del continente, governando con Mystica, Lord Deathstrike e il nuovo Silver Samurai.
Tempo dopo, mentre indaga sul ritorno di Sabretooth, Wolverine trova il suo cadavere nello stesso luogo in cui lo aveva ucciso tempo prima, il che fa pensare che Creed non sia realmente risorto. Wolverine scopre poi che dietro a tutto ciò c'è apparentemente Romulus e, mentre questi sta per ucciderlo, viene salvato da una misteriosa donna che gli rivela che le risposte si trovano ad Arma X. Raggiunto il luogo, Wolverine scopre che qualcuno ha condotto esperimenti sul DNA di Creed, creando diversi cloni, come già accaduto quando Sabretooth era nei Marauders. Logan comprende così di aver ucciso uno di quei cloni e, giunto nel laboratorio di Arma X, si trova faccia a faccia con il vero Sabretooth, che riconosce immediatamente. In seguito, mentre Wolverine viene attaccato dagli altri cloni, l’originale Sabretooth ne approfitta per fuggire.

### Hellfire Club
Sabretooth diventa, insieme a Mystica, preside del Club infernale, una scuola clandestina finalizzata alla creazione di mutanti criminali da vendere alle Sentinelle.

### Marvel NOW!
Durante l’iniziativa Marvel NOW!, Sabretooth si unisce a Mystica e alla sua Confraternita, attaccando Wolverine mentre è privo del fattore rigenerante. Riesce a sconfiggerlo, ma lo risparmia, poiché il suo unico scopo è dimostrare la propria superiorità.

## Relazioni tra Sabretooth e Wolverine
Gli autori mantengono ancora un certo alone di mistero. Secondo le rivelazioni più recenti, sembrerebbe che entrambi siano una forma evoluta di vita derivante dai lupi e che il padre di Sabretooth possa essere anche il padre di Wolverine.

### Sabretooth è il padre di Wolverine?
Una delle teorie più accreditate un tempo ipotizzava che Sabretooth fosse il padre di Wolverine, spiegando così la notevole somiglianza tra i due. A supporto vi era anche il fatto che, durante il periodo nell’esercito, i due mutanti facevano parte della stessa unità, in un rapporto di maestro e allievo. Tuttavia, analisi del sangue effettuate dallo S.H.I.E.L.D. su richiesta di Wolverine sembrano aver confutato tale ipotesi. Rimaneva però la possibilità che i risultati delle analisi fossero stati manomessi.
Nella miniserie Origins, viene tuttavia rivelata l’identità del padre di Wolverine, facendo così decadere l’ipotesi che Sabretooth possa essere suo genitore. In questa miniserie si scopre infatti che Logan è figlio del ricco John Howlett, anche se la notevole somiglianza tra Wolverine adulto e Thomas Logan — giardiniere degli Howlett e amante di Elizabeth Howlett-Hudson (madre biologica di Logan) — lascia intendere che Thomas sia il vero padre biologico. Quest’ultimo viene ucciso dallo stesso Wolverine, ancora bambino, nel momento in cui manifesta per la prima volta i suoi artigli d’osso.
L’idea che Sabretooth fosse il padre di Wolverine era stata concepita originariamente da Chris Claremont durante il suo ciclo sugli X-Men, ma a causa di numerose incomprensioni con l’editor, Claremont abbandonò la Marvel e tale idea finì nel "dimenticatoio", venendo successivamente smentita nella già citata miniserie Origins. Recentemente, la Marvel ha pubblicato una miniserie dal titolo X-Men Forever in cui l’autore sviluppa le sue trame originarie come se fosse rimasto alla guida della serie: in essa, Sabretooth rivela agli X-Men che Wolverine è in realtà suo figlio.

### Sabretooth è il fratello di Wolverine?
Alcuni fan ipotizzano che Sabretooth possa essere in realtà Dog Logan, personaggio apparso nella miniserie Wolverine: Origins. Tale teoria si basa esclusivamente sulla somiglianza fisica: infatti sia Dog che Victor Creed sono alti, muscolosi e biondi (ipotesi seguita anche nel film X-Men le origini - Wolverine, dove Dog rivela la verità a un giovane James subito dopo che questi ha ucciso il loro padre).
Poiché Thomas Logan, padre di Dog, potrebbe essere anche il padre biologico di Wolverine (essendo stato l’amante segreto della madre di quest’ultimo), Dog e Logan sarebbero fratelli, e ciò rende plausibile che anche Dog possieda dei poteri. Tuttavia, Paul Jenkins, autore di Wolverine: Origins, ha smentito questa teoria. Inoltre, in tempi recenti, sia Sabretooth che Dog sono stati mostrati contemporaneamente come insegnanti all’Hellfire Academy.
Va anche ricordato che la madre di Wolverine ebbe un primo figlio (John Jr., creduto morto prima della nascita di Logan) il quale, come testimoniato dalle cicatrici che le lasciò, sembrava possedere gli stessi poteri del figlio minore (come mostrato in Wolverine: The End). È evidente, quindi, che la relazione tra la madre di Logan e Thomas Logan potrebbe aver portato anche alla nascita di questo primo fratello. Tuttavia, le cicatrici lasciate sul corpo della donna sono compatibili con gli artigli di Wolverine (tre segni distinti e ben distanziati), e non con quelli di Sabretooth (distribuiti lungo le dita).

## Altre versioni

### Amalgam
Nell'universo Amalgam Sabretooth e Joker della DC Comics vengono fusi creando Hyena, personaggio che ha la ferocia del primo con la follia del secondo, nemesi di Dark Claw (che è composto da Batman più Wolverine).

### Exiles
Il Sabretooth che compare in questa serie proviene, come Blink, dalla realtà alternativa conosciuta come L'era di Apocalisse, nella quale fa parte degli X-Men guidati da Magneto. Reclutato dall'Agente Temporale, inizialmente diventa il leader del team Weapon X, incaricato di missioni che richiedono assoluta spietatezza. In seguito al ferimento di Sasquatch, entra a far parte degli Exiles e, dopo la morte di Mimo e la rinuncia di Blink alla guida del gruppo, ne assume il comando, diventando portatore del Tallus e, nella serie New Exiles, ne diventa il leader a tutti gli effetti.

### House of M
In House of M, Sabretooth è un sicario al servizio di Magneto e viene inviato nel Wakanda con l’obiettivo di assassinare il re T'Challa.

### Ultimate
Sabretooth appare anche in Ultimate X-Men. Inizialmente è uno dei mutanti al servizio del progetto Arma X, ma, dopo la chiusura del programma per ordine di Nick Fury, si unisce alla Confraternita dei Mutanti. Dopo la disfatta di quest’ultima, torna a collaborare con Arma X per ricostituire il progetto, con l’assistenza del Dottor Cornelius. Anche questa versione del personaggio ha un'accesa rivalità con Wolverine, e afferma addirittura di esserne il figlio.

### Terra-203
In questa Terra, Sabretooth è conosciuto come "Cap", la Sentinella della Tirannia. Victor Creed è stato potenziato grazie al siero del Supersoldato e indossa un costume simile a quello del classico Capitan America.

### Terra-1912
Il Sabretooth di questa Terra è una versione femminile di Victor Creed, conosciuta come "Sabretooth Selvaggia". La sua corporatura e il suo stile di combattimento ricordano quelli di Shanna.

### Terra-12
Nella Terra-12, Sabretooth è conosciuto come "Damerino", una versione elegante e affascinante del personaggio. Fa affidamento sulla sua intelligenza e sulle sue capacità di leadership, che unisce alla consueta ferocia.

## Poteri e abilità
Sabretooth è rappresentato come uno dei mutanti più violenti, sanguinari e brutali dell'universo Marvel. La sua ferocia e la totale mancanza di empatia lo rendono un individuo privo di qualsiasi senso morale. Spesso lavora come mercenario, motivato sia dal profitto che dal piacere di uccidere.
Fisicamente, Sabretooth ha una corporatura robusta e imponente. Il suo corpo è parzialmente ricoperto da una folta peluria bionda, che copre anche i suoi lunghi capelli, e presenta zanne e artigli ben evidenti. La sua carnagione è chiara e i suoi occhi sono di un inumano colore ambrato.
Sabretooth è un mutante con poteri simili a quelli di Wolverine, ma la sua natura è più ferale. Possiede un fattore di guarigione, canini affilati da carnivoro e una ferocia animalesca che lo rende uno degli esseri più brutali e pericolosi dell'universo Marvel.
Il potere principale di Sabretooth è il suo processo di guarigione accelerato, che gli consente di rigenerare rapidamente parti del corpo danneggiate o distrutte con un'efficienza ben superiore a quella di un normale essere umano. La rapidità del recupero dipende dalla gravità del danno subito. Questo potere lo rende anche straordinariamente longevo, rallentando l'effetto del tempo sul suo corpo. Il fattore rigenerante lo rende immune a tutte le malattie e infezioni conosciute, e lo rende anche resistente a droghe e veleni, rendendolo praticamente impossibile da intossicare. Inoltre, la mutazione ha potenziato enormemente le sue abilità fisiche: Sabretooth possiede una forza sovrumana, che gli consente di sollevare pesi fino a 30 tonnellate. La sua coordinazione, equilibrio, velocità, agilità e riflessi superano i limiti naturali del corpo umano, rendendolo superiore anche al più abile atleta.
La mutazione di Sabretooth gli ha conferito anche sensi ipersviluppati. È in grado di vedere chiaramente a grandi distanze e i suoi sensi di udito e olfatto sono così affinati che può percepire suoni e odori normalmente impercettibili, anche a lunga distanza. Questi sensi gli permettono di rintracciare persone seguendo le tracce lasciate da esse, in modo simile a Wolverine.
Sabretooth possiede artigli retrattili al posto delle unghie, che sono più forti e resistenti delle ossa. Questa caratteristica gli consente di tagliare praticamente qualsiasi materiale. Gli artigli di Creed, infatti, sono estremamente efficaci come strumenti di distruzione, tanto che anche senza l'adozione dell'adamantio, erano già in grado di tagliare materiali come legno, pietra, ossa e persino alcuni metalli e minerali. Come mostrato nel film X-Men le origini - Wolverine, i suoi artigli sono così robusti da permettergli di scalare cemento armato. Sabretooth è anche un abile combattente corpo a corpo e sa usare armi da fuoco e da taglio, essendo un veterano di numerose guerre e missioni, sebbene non sia altrettanto esperto quanto Wolverine.
Inoltre, Sabretooth ha riflessi sovrumani che gli consentono di schivare e anticipare i colpi, un po' come fa Spider-Man.
Le differenze tra Sabretooth e Wolverine sono poche ma sostanziali: Sabretooth possiede una maggiore forza e resistenza, mentre Wolverine è più agile e strategicamente più abile. Inoltre, Wolverine è più esperto nelle arti marziali, mentre Sabretooth, privo di scrupoli, è più letale e pericoloso. Come evidenziato in un albo di Wolverine, una didascalia sottolinea questa differenza dicendo: «A differenza di Sabretooth, Wolverine ha lottato per anni per far emergere il suo lato umano. Sabretooth non si preoccupa dell'umanità: a lui interessa solo il caos. Fa tutto ciò che gli piace, solo perché gli piace».

## Altri media

### Cinema
- Sabretooth è interpretato da Tyler Mane nel film X-Men (2000). In questo film, come nel fumetto, è un membro della Confraternita dei mutanti guidati dal perfido Magneto.
- Victor Creed compare come antagonista secondario e antieroe nel film X-Men le origini - Wolverine (2009), interpretato da Liev Schreiber. In questa versione, il suo aspetto differisce da quello originale: pur possedendo artigli e canini affilati, appare meno imponente fisicamente, è privo della tipica peluria bionda e indossa sempre un capotto nero.
- Sabretooth ritorna come antagonista minore nel trentacinquesimo film del Marvel Cinematic Universe Deadpool & Wolverine (2024), interpretato nuovamente da Tyler Mane, a distanza di ventiquattro anni dalla sua prima apparizione cinematografica. In questa versione, il personaggio è uno degli scagnozzi di Cassandra Nova, e nella scena introduttiva viene affrontato faccia a faccia da una variante alternativa del suo fratellastro Wolverine. Dopo un breve scontro, Sabretooth viene ucciso e decapitato dagli artigli del mutante, sotto gli occhi impressionati di Deadpool.

### Home video
Victor Creed compare anche nel film Hulk Vs. Thor e Wolverine, film d'animazione prodotto dai Marvel Studios e distribuito per il Home video, dove è uno degli scagnozzi di Arma X al servizio del Professor Thornton, insieme a Deadpool, Omega Red e Lady Deathstrike.
Sabretooth entra in scena insieme al suo gruppo, catturando Wolverine e Hulk dopo che Deadpool li colpisce con freccette sedative. Dopo l’esperimento, Sabretooth discute con il professore, supplicandolo di lasciargli uccidere Wolverine poiché ne possiede il DNA, ma Thornton considera la richiesta solo come un suggerimento. Più tardi, Sabretooth sveglia Wolverine (che stava sognando la sua fuga dal laboratorio di Arma X) con un pugno, prima di un dialogo con il Professor Thornton sui progetti che l'organizzazione ha su di lui. Infastidito dall’atteggiamento del professore, che gli impedisce di eliminare Wolverine, Creed lo mette KO con i suoi artigli e lo affronta insieme a Lady Deathstrike.
Durante il combattimento, Sabretooth blocca Wolverine alle spalle mentre gli parla del vantaggio del fattore rigenerante, affermando che, per divertimento, lasceranno Hulk in un orfanotrofio o qualcosa di simile. Deathstrike, desiderosa di vendetta per il disonore che Logan ha inflitto alla sua famiglia, lo colpisce con rabbia trafiggendo sia lui che Creed e stordendolo temporaneamente, permettendo a Wolverine di reagire. Logan la colpisce con un calcio, staccandole anche un braccio, e ne approfitta per fuggire ed eliminare un gruppo di soldati nella zona 23 del laboratorio di Arma X.
Nel frattempo, nel laboratorio arrivano anche Deadpool e Omega Red. Sabretooth, cercando un pretesto per uccidere Wolverine, afferma che il professore desiderava eliminarlo, ma Deadpool non gli crede, riconoscendo la forma delle ferite — a cinque dita, ben distanziate — come segno evidente degli artigli di Creed. Tuttavia, accetta comunque di aiutarlo contro Wolverine. Creed affronta nuovamente Logan insieme al gruppo: durante lo scontro, i due si colpiscono reciprocamente con gli artigli, e Wolverine riesce momentaneamente ad atterrare Creed. Dopo l’intervento di Deathstrike e Deadpool, Sabretooth si rialza e colpisce nuovamente Logan, buttandolo a terra. Wolverine viene infine bloccato dai tentacoli di Omega Red.
In seguito, Bruce Banner si trasforma in Hulk e colpisce Victor Creed con un potentissimo pugno, scagliandolo fuori dalla base segreta di Arma X, dove rimane privo di sensi per il resto del film. Alla fine, lui e Deadpool sembrano essere gli unici sopravvissuti alla distruzione del laboratorio, poiché Sabretooth ricompare nella serie Wolverine e gli X-Men.

### Televisione
Victor Creed appare anche in tutte le serie animate dedicate agli X-Men, oltre a comparire in un episodio di una serie animata dell'Uomo Ragno:
- Insuperabili X-Men (in questa serie il suo vero nome viene rivelato come Graydon Creed Sr., nell’episodio La bella e la bestia)
- X-Men: Evolution
- Wolverine e gli X-Men
- Super Hero Squad Show
- Ultimate Spider-Man
- Disk Wars: Avengers

### Videogiochi
Sabretooth è un boss di fine livello nel videogioco X-Men Legends. Inoltre, è presente nel videogioco X-Men Legends II: L'Era di Apocalisse: nella versione per PC è un personaggio giocabile. Compare anche come personaggio scaricabile tramite Xbox Live per il videogioco Marvel: La Grande Alleanza su Xbox 360. Nella versione Gold dello stesso gioco per Xbox 360, ha dialoghi speciali con Deathbird e il Gladiatore (i quali, curiosamente, sembrano scambiarlo per Wolverine).
Sabretooth compare anche nel videogioco ufficiale tratto dal film X-Men le origini - Wolverine.
Victor Creed è inoltre un avversario di Wolverine nel videogioco X-Men: Il gioco ufficiale.
Fa parte del roster di X-Men vs. Street Fighter e Marvel vs. Capcom 2: New Age of Heroes.
Sabretooth è disponibile come personaggio giocabile anche nel videogioco per dispositivi mobili Marvel: Sfida dei campioni.